# Parit Watcharasindhu
Parit Watcharasindhu (thaï : พริษฐ์ วัชรสินธุ), surnommé Aitim (thaï : ไอติม), est un homme politique thaïlandais né le 10 décembre 1992 à Bangkok.

## Jeunesse et activités professionnelles

### Naissance et famille
Parit Watcharasindhu naît de parents médecins, dont sa mère, Alisa Watcharasindhu (née Wetchachiwa), est la sœur ainée de l'ancien Premier ministre et ancien chef du Parti démocrate Aphisit Wetchachiwa, ce qui fait de Parit son neveu.

### Éducation et jeunesse
Diplômé de l'école primaire de démonstration de l'université Chulalongkorn, il s'envole pour l'Angleterre à l'âge de ses 9 ans pour entrer en école préparatoire. Lors de son retour quelques années plus tard en Thaïlande, il se rend à la Shrewsbury International School pour apprendre davantage l'anglais. À ses 13 ans, il parvient à obtenir son examen de King's Scholar au collège d'Eton. Il obtient, par la suite, un baccalauréat en philosophie, politique et économie au St John's College de l'université d'Oxford.
Il est, de 2013 à 2014, président de l'Oxford Union. Il est le premier thaïlandais à obtenir cette fonction.

### Parcours professionnel
À la suite de son parcours à Oxford, il envisageait de se lancer dans la politique thaïlandais, mais le pays était encore sous junte militaire. Il devient alors consultant pour McKinsey et travaille sur divers projets en Asie du Sud. 
En 2009, il est stagiaire au Bureau du Premier ministre, dans la même période où son oncle Aphisit Wetchachiwa est en fonction. 
En mai 2018, il anime et co-produit une émission sur PPTV HD, « Voir avec les yeux » (thaï : เห็นกับตา, RTGS : Hen Kub Ta), qui consistait à essayer différents emplois.

## Historique politique

### Au sein du Parti démocrate
Il quitte son poster de consultant chez McKinsey en 2018 pour commencer sa carrière politique. Il rejoint ainsi le Parti démocrate et se prépare à être candidat aux prochaines élections législatives. Au sein du Parti démocrate, il est le cofondateur du groupe « NewDem », qui avait pour objectif de lancer une nouvelle génération de personnalités politiques du parti.
En décembre 2018, il est désigné comme candidat pour le Parti démocrate dans la treizième circonscription de Bangkok aux élections législatives de 2019. Bien qu'il s'agissait d'une circonscription démocrate, comme d'autres circonscriptions de la capitale, le parti ne parvient cependant pas à garder leurs sièges et la capitale est partagée entre le Palang Pracharat, le Nouvel avenir et le Pheu Thai. Concernant Parit Watcharasindhu, il n'arrive qu'en 4e position. 
À la suite de l'approbation du Parti démocrate de rentrer en coalition avec le Palang Pracharat, parti soutenant Prayut Chan-o-cha (Premier ministre sortant) et la junte militaire, Parit Watcharasindhu et plusieurs membres du NewDem se sont prononcés contre cette décision et ceux-ci ont demandés une primaire ouverte au sein du parti pour voter sur l'avenir du parti. Cette primaire n'ayant pas eu lieu, Parit a ainsi quitté le parti.

### Au sein d'Aller de l'avant, puis du Parti du peuple
Il rejoint, en 2022, le parti Aller de l'avant, un des principaux partis d'opposition au sein de la Chambre des représentants. Par la même occasion, il a déclaré qu'il ne reviendrait pas au Parti démocrate. La même année, il est nommé directeur de la communication politique et de la campagne du parti.
Lors des élections de 2023, il se présente de nouveau à la Chambre des représentants, cette fois-ci sur la liste proportionnel du parti d'Aller de l'avant en onzième position, candidature qu'il remporte.
En septembre 2023, il est nommé porte-parole par le comité exécutif du parti. À la suite de la dissolution d'Aller de l'avant en 2024, il garde son poste de porte-parole au sein de la nouvelle formation politique succédant de facto à l'ancien parti.

## Résultats électoraux

### Élections législatives
| Année | Parti | Parti | Circonscription | Voix   | %     | Rang | Issue |
| ----- | ----- | ----- | --------------- | ------ | ----- | ---- | ----- |
| 2019  |       | DP    | 13e de Bangkok  | 17 958 | 17,06 | 4e   | Battu |